# To a Seamew
To a Seamew – poemat angielskiego poety Algernona Charlesa Swinburne’a, opublikowany w tomie Poems and Ballads. Third Series, wydanym w Londynie w 1889 roku przez spółkę wydawniczą Chatto & Windus. Utwór, jak zaznaczył autor, powstał na urwisku Beachy Head w 1886. Stanowi wypowiedź skierowaną do tytułowej mewy. Został napisany przy użyciu strofy ośmiowersowej rymowanej abccabab.
The wave’s wing spreads and flutters,
The wave’s heart swells and breaks:
One moment's passion thrills it,
One pulse of power fulfils it
And ends the pride it utters
When, loud with life that quakes,
The wave’s wing spreads and flutters,
The wave’s heart swells and breaks.
Utwór To a Seamew jest uważany za jeden z lepszych wierszy Swinburne’a z późnej fazy jego liryki.